# Barão de Matalha
Barão de Matalha é um título nobiliárquico criado por D. Carlos I de Portugal, por Decreto de 2 de Setembro de 1891, em favor de Eduardo Cohen, depois 1.º Visconde de Matalha.
Titulares
1. Eduardo Cohen, 1.º Barão e 1.º Visconde de Matalha.